# Sambusoda
La Sambusoda è una bevanda analcolica di genere soft drink affine alla gazzosa, preparata con l’infusione di fiori di sambuco, zucchero e acqua, tipica della Provincia di Messina ed in particolare della sua costa ionica.

## Storia
Le sue origini risalgono ai primi anni del novecento, tempi in cui i fiori di sambuco, crescevano abbondanti nelle campagne dell’isola, che venivano raccolti durante la primavera e l’estate, e trasformati in una questa bevanda che poteva essere conservata e gustata per tutto l’anno. La preparazione della Sambusoda era spesso un’attività comunitaria, coinvolgendo intere famiglie e vicinati.
Prodotta e distribuita in origine dall'azienda "F.lli Cucinotta" di Capo d'Orlando in provincia di Messina, veniva prodotta in un piccolo stabilimento nelle vicinanze della stazione ferroviaria fino al 1972, quando viene costruito un moderno impianto (la ragione sociale muterà in Industria Siciliana Bibite Analcoliche) che permette di ampliare la produzione e la distribuzione a tutta la Sicilia orientale.
Nel 1996 la "F.lli Cucinotta" viene acquisita dall'imprenditore locale Calogero Scaffidi che ne mantiene il nome originale ed avvia una riorganizzazione produttiva ampliando la varietà dei prodotti.

## Caratteristiche
Ha un sapore dolciastro derivato dai fiori di Sambuco, frizzantezza moderata ed è incolore.

### Valori nutrizionali
| Valore energetico   | Grassi | Carboidrati | Proteine | Fibre | Sale |
| ------------------- | ------ | ----------- | -------- | ----- | ---- |
| 181,9kJ / 42,8 kcal | 0 g    | 10,4 g      | 0 g      | 0 g   | 0 g  |

### Confezione
È prodotta e distribuita in bottiglie di vetro da 20 cl in blister da 6 o 4 unità. 
La bottiglia in vetro ha forma bordolese.
In origine le bottiglie di vetro erano vendute con la formula del vuoto a rendere, dai primi anni duemila è stata introdotta una versione accorciata destinata al mercato a perdere ed oggi esiste unicamente la versione originale allungata a perdere. 

### Distribuzione
Inizialmente diffusa solamente nella provincia di Messina ed in particolare lungo la costa ionica (da Messina a Forza d'Agrò), con l'avvento dell'e-commerce viene distribuita in tutta la penisola italiana.